# Alto-comissário da República na Polinésia Francesa
O alto-comissário da República na Polinésia Francesa é o representante do presidente da República Francesa na Polinésia Francesa. O cargo foi criado em 1977, época em que foi dada uma autonomia interna parcial à Polinésia Francesa. Os altos-comissários foram, também, presidentes do Conselho de Ministros até 14 de setembro de 1984, data em que foi criado o cargo de presidente da Polinésia Francesa.

## Lista de altos-comissários (1977-atual)
- Charles Schmitt (13 de julho - 31 de outubro de 1977)
- Paul Cousseran (18 de dezembro de 1977 - 27 de julho de 1981)
- Paul Noirot-Cosson (27 de julho de 1981 - 15 de janeiro de 1983)
- Alain Robert Ohrel (15 de janeiro de 1983 - 28 de março de 1985)
- Bernard Gérard (março de 1985 - 1986)
- Pierre Louis Angéli (abril de 1986 - 10 de novembro de 1987)
- Jean Montpezat (28 de novembro de 1987 - 3 de janeiro de 1992)
- Michel Jau (31 de janeiro de 1992 - 8 de agosto de 1994)
- Paul Roncière (8 de agosto de 1994 - 27 de agosto de 1997)
- Micael Jeanjean (interino) (27 de agosto - 8 de outubro de 1997)
- Jean Aribaud (8 de outubro de 1997 - 24 de outubro de 2001)
- Christian Massinon (interino) (24 de outubro - 17 de novembro de 2001)
- Michel Mathieu (17 de novembro de 2001 - 30 de julho de 2005)
- Jacques Michaut (interino) (30 de julho - 10 de setembro 2005)
- Anne Boquet (10 de setembro de 2005 - 29 de junho de 2008)
- Éric Spitz (interino) (29 de junho de 2008 - 7 de julho de 2008)
- Adolphe Colrat (7 de julho de 2008 - 7 de janeiro de 2011)
- Alexandre Rochatte (interino) (7 de janeiro de 2011 - 24 de janeiro de 2011)
- Richard Didier (24 de janeiro de 2011 - 3 de setembro de 2012)
- Jean-Pierre Laflaquière (3 de setembro de 2012 - 23 de agosto de 2013)
- Gilles Cantal (interino) (23 de agosto - 16 de setembro de 2013)
- Lionel Beffre (16 de setembro de 2013 - 25 de maio de 2016)
- Marc Tschiggfrey (interino) (25 - 30 de maio de 2016)
- René Bidal (30 de maio de 2016 - 29 de maio de 2019)
- Éric Requet (interino) (29 de maio de 2019 - 8 de agosto de 2019)
- Dominique Sorain (8 de agosto de 2019 - 27 de julho de 2022)
- Éric Requet (interino) (27 de julho de 2022 - 26 de setembro de 2022)
- Éric Spitz (26 de setembro de 2022 - presente)